# Collisella strigatella
Collisella strigatella är en snäckart som först beskrevs av Carpenter 1864.  Collisella strigatella ingår i släktet Collisella och familjen Lottiidae. Inga underarter finns listade i Catalogue of Life.